# Neolithocolletis
Neolithocolletis là một chi bướm đêm thuộc họ Gracillariidae.

## Các loài
- Neolithocolletis hikomonticola Kumata, 1963
- Neolithocolletis kangarensis Kumata, 1993
- Neolithocolletis pentadesma (Meyrick, 1919)